# Kevin Corrigan

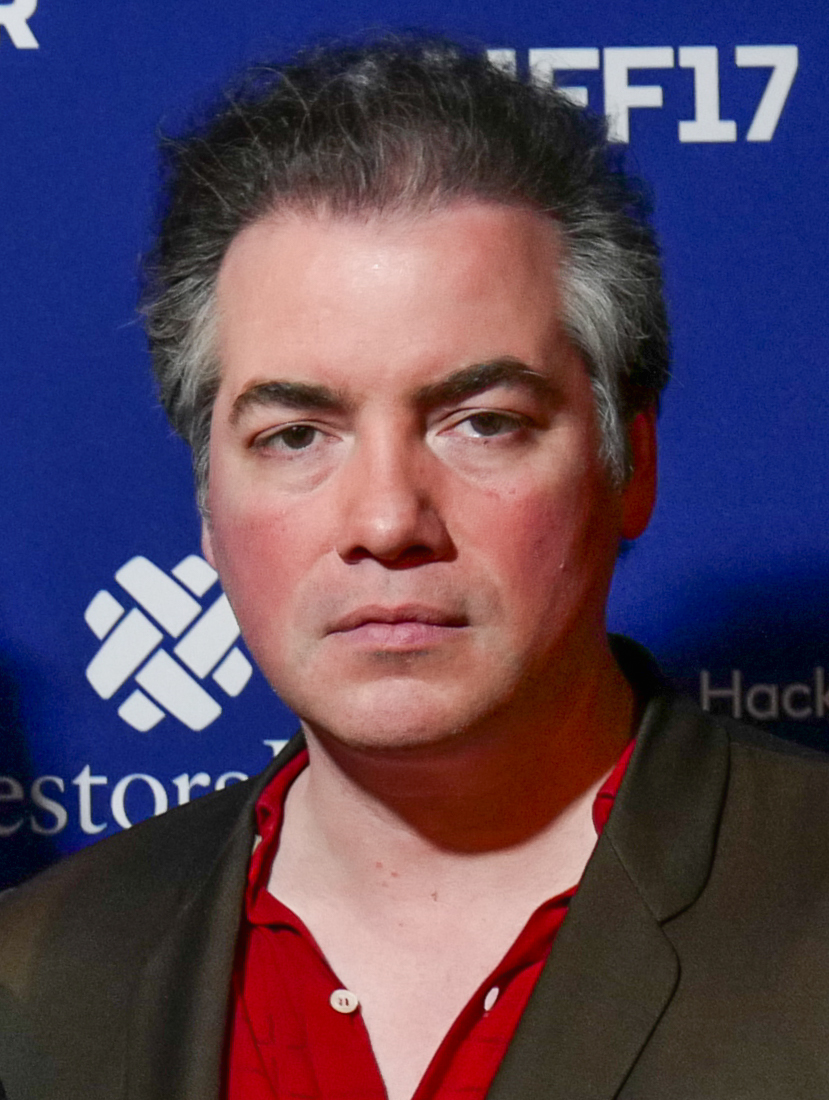
Kevin Corrigan, 2017

Kevin Fitzgerald Corrigan (* 27. März 1969 in New York City) ist ein US-amerikanischer Schauspieler.

## Leben und Leistungen
Corrigan hat irische und puerto-ricanische Vorfahren. Er debütierte an der Seite von Donald Sutherland, Adam Horovitz und Amy Locane im Filmdrama Roadhome aus dem Jahr 1989. Im Filmdrama Verrückte Zeiten (1990) war er an der Seite von Jessica Lange und Joan Cusack zu sehen, in der Komödie Living in Oblivion (1995) neben Steve Buscemi und Catherine Keener.
Die Rolle in der Musikkomödie Bandwagon (1996) brachte Corrigan im Jahr 1996 einen Sonderpreis des Gijón International Film Festivals, den er mit den drei anderen Hauptdarstellern teilte. In der Komödie Walking and Talking (1996) spielte er an der Seite von Catherine Keener und Anne Heche. Für diese Rolle wurde er im Jahr 1997 für den Independent Spirit Award und für den Chlotrudis Award nominiert. In der Komödie Shit Happens (1997) mit Linda Fiorentino und James Woods übernahm er die Hauptrolle; außerdem schrieb er das Drehbuch mit. Im Thriller The Last Winter (2006) spielte er eine größere Rolle, für die er im Jahr 2007 gemeinsam mit einigen anderen Darstellern für den Gotham Award nominiert wurde. Er war von Staffel zwei bis Staffel drei bei Fringe – Grenzfälle des FBI zu sehen. 2010 stand er neben Karen Black und Barry Bostwick in Jack Perez’ Slasher-Film Some Guy Who Kills People vor der Kamera.
Corrigan ist seit dem Jahr 2001 mit der Schauspielerin Elizabeth Berridge verheiratet und hat ein Kind.

## Filmografie (Auswahl)
- 1989: Roadhome (Lost Angels)
- 1990: Verrückte Zeiten (Men Don’t Leave)
- 1990: Der Exorzist III (The Exorcist III)
- 1990: GoodFellas – Drei Jahrzehnte in der Mafia (Goodfellas)
- 1991: Selbstjustiz – Ein Cop zwischen Liebe und Gesetz (One Good Cop)
- 1991: Billy Bathgate
- 1992: Zebrahead
- 1993: True Romance
- 1995: Living in Oblivion
- 1995: Kiss of Death
- 1995: Bad Boys – Harte Jungs (Bad Boys)
- 1996: Bandwagon
- 1996: Assassination File: Operation Laskey (The Assassination File)
- 1996: Walking and Talking
- 1996: Der Zufallslover (The Pallbearer)
- 1997: Shit Happens (Kicked in the Head)
- 1998: Buffalo ’66
- 1998: Hauptsache Beverly Hills (Slums of Beverly Hills)
- 1999: Detroit Rock City
- 2000: Chain of Fools
- 2001: Chelsea Walls
- 2001–2005: Keine Gnade für Dad (Grounded for Life, Fernsehserie, 91 Folgen)
- 2004: Wake Up, Ron Burgundy: The Lost Movie
- 2005: Lonesome Jim
- 2006: The Last Winter
- 2006: Blitzlichtgewitter (Delirious)
- 2006: Departed – Unter Feinden (The Departed)
- 2007: Superbad
- 2007: The Black Donnellys (Fernsehserie, 6 Folgen)
- 2007: American Gangster
- 2008: Ananas Express (Pineapple Express)
- 2009: Hit and Run – Abstecher in die Hölle (Hit and Run)
- 2009: The New Tenants
- 2009–2011: Fringe – Grenzfälle des FBI (Fringe, Fernsehserie, 7 Folgen)
- 2010: Some Guy Who Kills People
- 2010: 72 Stunden – The Next Three Days (The Next Three Days)
- 2010: Unstoppable – Außer Kontrolle (Unstoppable)
- 2010–2011, 2014: Community (Fernsehserie, 3 Folgen)
- 2011: The Chaperone – Der etwas andere Aufpasser (The Chaperone)
- 2011: CSI: Miami (Fernsehserie, Folge 9x18 About Face)
- 2012: Der Diktator (The Dictator)
- 2012: 7 Psychos (Seven Psychopaths)
- 2012–2013: The Mob Doctor (Fernsehserie, 4 Folgen)
- 2012–2013: The Mentalist (Fernsehserie, 7 Folgen)
- 2013: Men at Work (Fernsehserie, Folge 2x10)
- 2014: Winter’s Tale
- 2014: Anarchie (Cymbeline)
- 2015: Results
- 2015: Meadowland
- 2015: Public Morals (Fernsehserie, 6 Folgen)
- 2016–2017: Dice (Fernsehserie, 13 Folgen)
- 2016–2017: The Get Down (Fernsehserie, 9 Folgen)
- 2018: Deception – Magie des Verbrechens (Deception, Fernsehserie, Folge 1x03)
- 2019–2021: Godfather of Harlem (Fernsehserie, 8 Folgen)
- 2020: Lost Girls
- 2020: The King of Staten Island
- 2021: Narcos: Mexico (Fernsehserie, Folge 3x10)
- 2024: Bang Bang
- 2025: Poker Face (Fernsehserie, Folge 2x02)